# دفلى متموجة
دفلى متموجة (الاسم العلمي:Nerium undulatum) هي نوع غير مؤكد من النباتات تتبع جنس الدفلى من الفصيلة الدفلية.